# Dur-Kurigalzu
Dur-Kurigalzu (acum `Aqar-Qūf عَقَرْقُوف în guvernoratul Bagdad, Irak) a fost un oraș din sudul Mesopotamiei, în apropiere de confluența râurilor Tigru și Diyala, la aproximativ 30 km vest de centrul Bagdadului. A fost fondat de unul dintre regii kasiți ai Babilonului, Kurigalzu I (decedat c. 1375 î.Hr.) și a fost abandonat după căderea dinastiei kasite (c. 1155 î.Hr.). Orașul a avut o importanță atât de mare încât a apărut pe lista de toponime din templul funerar al faraonului egiptean Amenophis al III-lea (c. 1351 î.Hr.) de la Kom el-Hettan”. Prefixul Dur este un termen akkadian care înseamnă „fortăreață”, în timp ce numele regal kasit Kurigalzu ar fi însemnat „păstorul kasiților”. Tradiția de a numi noile orașe Dur datează din perioada babiloneană veche, un exemplu fiind Dūr-Ammī-ditāna. Orașul avea un zigurat și temple dedicate zeilor mesopotamieni, precum și un palat regal de 420.000 m2.
Ziguratul de la Aqar Quf, care ajungea la o înălțime de aproximativ 52 m, a fost un monument antic foarte vizibil în curs de secole. Pentru caravanele de cămile și traficul rutier modern, ziguratul a servit și servește drept semnal al apropierii de Bagdad. Datorită accesibilității ușoare a Aqar Quf și a apropierii de orașul Bagdad, acesta a fost unul dintre cele mai vizitate și cunoscute situri din Irak. Începând din secolul al XVII-lea ziguratul a fost adesea confundat cu Turnul Babel de către vizitatorii occidentali în zonă.